# O Amor que Cura
O Amor Que Cura é uma canção da cantora brasileira Fernanda Brum, com produção de Emerson Pinheiro para o álbum Quebrantado Coração.
A canção de composição da própria cantora junto com o produtor do álbum, foi lançado como uma canção não-single, sem nenhum clipe em 2002, no álbum "Quebrantado Coração", um dos maiores sucesso da cantora.

## Repercussão
A canção apesar de não ser trabalhada como single no álbum original, recebeu grande repercussão e até hoje é uma das canções mais cantadas nas igrejas.
No Spotify a canção em sua versão em estúdio conta com 2 milhões, e em sua versão ao vivo conta com mais de 1 milhão de streams. No YouTube Music a versão em estúdio tem mais de 5 milhões de streams, e a versão ao vivo tem mais de 3 milhões.

## Videoclipe
"O Amor Que Cura" só recebeu um clipe ao vivo no dia 1 de fevereiro de 2024, mais de 20 anos após o lançamento da canção, o clipe já conta com quase 4 milhões visualizações no YouTube.

## Lista de Faixas
| N.º | Título                       | Compositor(es)                 | Duração |  |
| 1.  | "O Amor Que Cura"            | Fernanda Brum Emerson Pinheiro | 04:18   |  |
| 2.  | "O Amor Que Cura (Playback)" |                                | 04:17   |  |

| O Amor Que Cura — Edição 30 Anos |                             |                |         |  |
| N.º                              | Título                      | Compositor(es) | Duração |  |
| 3.                               | "O Amor Que Cura - Ao Vivo" |                | 04:21   |  |

## Performance ao vivo
A cantora já performou a canção várias vezes, mas a primeira versão ao vivo foi gravada em Angola na África para a comemoração dos 30 anos da cantora, foi disponibilizada nas plataformas digitais 1 de fevereiro de 2024 para o álbum 30 Anos na África.